# Alianza Popular Conservadora
La Alianza Popular Conservadora (APC) es un partido político de Nicaragua, de derecha, de ideología conservadora. Fue fundado en 1984 por la doctora Miriam Argüello, separándose del Partido Conservador Demócrata de Nicaragua (PCDN) y adquirió su estatus legal en 1989.

## Las elecciones de 1984
En 1984 la APC no pudo participar en las elecciones del 4 de noviembre de ese mismo año, debido a la resolución del Consejo Supremo Electoral (CSE) de prohibir la participación de la mayoría de los partidos opositores al Frente Sandinista de Liberación Nacional (FSLN), la cual también prohibió que participaran el Partido  Liberal Constitucionalista (PLC), el Movimiento Democrático Nicaragüense (MDN), el Partido Nacional Conservador (PNC), la Acción Nacional Conservadora (ANC), el Partido Unionista Centroamericano (PUCA) y el Partido Revolucionario de los Trabajadores (PRT). Sólo participaron 7 partidos que tuvieron sus respectivas casillas en las boletas para presidente y vicepresidente, y representantes a la Asamblea Nacional de Nicaragua (desde 1995 se les llama diputados): el Partido Popular Social Cristiano (PPSC), el Movimiento de Acción Popular Marxista-Leninista (MAP-ML), el Partido Conservador Demócrata de Nicaragua (PCDN), el FSLN, el Partido Comunista de Nicaragua (PC de N), el Partido Liberal Independiente (PLI) y el Partido Socialista Nicaragüense (PSN); esas elecciones las ganaron los candidatos del FSLN a la presidencia y vicepresidencia Daniel Ortega y Sergio Ramírez Mercado, respectivamente, con el 67% de los votos (736,052).

## Las elecciones de 1990
En agosto de 1989 la APC fue invitada junto con otros 21 partidos opositores al FSLN al diálogo nacional y se firmaron los Acuerdos de Managua que contemplaban la celebración de un proceso electoral democrático y la desmovilización de la Contra (guerrilla opuesta al FSLN desde 1980 mediante una guerra civil apoyada por Estados Unidos contra el Ejército Popular Sandinista (EPS) financiado por la Unión Soviética y Cuba interesados en la expansión del comunismo). Las elecciones se efectuarían el 25 de febrero de 1990.
En ese mismo año se refundó la coalición Unión Nacional Opositora (UNO), fundada originalmente en 1966 y la APC formó parte de ella. La nueva UNO estaba formada por 14 partidos entre liberales, conservadores, democratacristianos, socialcristianos, socialdemócratas, socialistas y comunistas: Partido Liberal Constitucionalista (PLC), Partido Liberal Independiente (PLI), Partido Neoliberal (PALI), Alianza Popular Conservadora (APC), Acción Nacional Conservadora (ANC), Partido Nacional Conservador (PNC), Movimiento Democrático Nicaragüense (MDN), Partido Integracionista de América Central (PIAC), Partido de Acción Nacional (PAN), Partido Democrático de Confianza Nacional (PDC), Partido Popular Social Cristiano (PPSC), Partido Social Demócrata (PSD), Partido Socialista Nicaragüense (PSN) y Partido Comunista de Nicaragua (PC de N). Los candidatos a la presidencia y vicepresidencia eran respectivamente Violeta Barrios de Chamorro (conservadora y viuda del periodista Pedro Joaquín Chamorro Cardenal) y Virgilio Godoy Reyes (liberal independiente). El 25 de febrero de 1990 se efectuaron las elecciones; las encuestas decían que ganaría el FSLN con más de la mitad de los votos, sin embargo en la madrugada del día siguiente 26 de febrero el Consejo Supremo Electoral anunció que la UNO ganó con el 54% de los votos (777,522), el FSLN tuvo el 40% (579,886), el Movimiento de Unidad Revolucionaria (MUR) 1.10% (16,751) y el resto los otros partidos 1.9%, o sea 28,816. El presidente Daniel Ortega reconoció públicamente su derrota al felicitar a Barrios de Chamorro y esta tomó posesión de su cargo el 25 de abril en el Estadio Nacional Dennis Martínez de la capital Managua; durante el acto la presidenta de la Asamblea Nacional de Nicaragua y de la APC, Miriam Argüello, le tomó juramento a Chamorro.

## Desintegración de la UNO
Doña Violeta y su yerno Antonio Lacayo Oyanguren (ministro de la Presidencia y quien fue presidente de la coalición) marginaron a la alianza que los llevó al poder. La fragilidad de la alianza y su poca beligerancia en el manejo del traspaso de mando, los llevaría a la marginación del gobierno y su posterior proclamación como partido opositor a este.
En 1992 la APC, junto a otros 2 partidos de la alianza oficialista (ANC y PCN), anunciaron que formarían el Partido Conservador Nacionalista (PCN) para las elecciones del 20 de octubre de 1996, las cuales ganó la Alianza Liberal (AL) del Doctor Arnoldo Alemán, exalcalde de Managua de 1990-1995 y posterior presidente de Nicaragua de 1997-2002. La líder de la Alianza Popular Conservadora participó como la única mujer candidata a la presidencia en la casilla 24 de las 6 boletas para elegir al presidente y vicepresidente; diputados nacionales, departamentales y del Parlamento Centroamericano; concejales, alcaldes y vicealcaldes. En estas elecciones, se formó una Alianza con el Partido Unidad Democrática (PUDE), liderado por Guillermo Potoy Angulo, sucesor del Partido Social Demócrata; los resultados no fueron favorables a la alianza, debido a la polarización que se creó entre el PLC y el FSLN.
En las elecciones del 4 de noviembre de 2001 la APC participó como miembro de la Convergencia Nacional, una coalición de partidos aliados al FSLN, junto con el Partido Liberal Nacionalista (PLN, el mismo de la familia Somoza que gobernó el país hasta 1979), el Partido Social Cristiano el Movimiento de Acción Popular Marxista-Leninista (MAP-ML), la Unión Demócrata Cristiana (UDC) –fundada en 1992 por la fusión del PPSC y el Partido Democrático de Confianza Nacional (PDC),– algunos disidentes del PLC, facciones minoritarias del Movimiento Renovador Sandinista (MRS), el Partido Resistencia Nicaragüense (PRN) y YATAMA.